# Gruda (Chorwacja)
Gruda – wieś w Chorwacji, w żupanii dubrownicko-neretwiańskiej, w gminie Konavle. W 2011 roku liczyła 741 mieszkańców.

## Charakterystyka
Leży na terenie regionu Konavle, 15 km od Cavtatu, na bezwzględnej wysokości 84 m n.p.m.
Miejscowa gospodarka oparta jest na rolnictwie – uprawie winorośli (odmiany vranac i plavac), oliwek, fig oraz hodowli bydła, świń i kóz.

## Historia
Pomiędzy X a XII wiekiem miejscowość należała do Trawuni. Następnie znalazła się w granicach Królestwa Bośni. W latach 1419–1808 była częścią Republiki Raguzy. W 1806 roku uległa zniszczeniu w wyniku ataku sił czarnogórsko-rosyjskich. W 1901 roku Gruda uzyskała dostęp do sieci kolei wąskotorowej. W latach 1991–1992, w trakcie wojny w Chorwacji, miało miejsce kolejne spustoszenie miejscowości, tym razem za spraw wojsk serbsko-czarnogórskich.